# Movimento dei Democratici di Centro
Il Movimento dei Democratici di Centro (DdC) è stato un partito politico sammarinese, a ispirazione cattolico-democratica, popolarista e liberale.

## Storia
Il Movimento dei Democratici di Centro (DdC) è stato fondato il 27 marzo 2007, da una scissione dal Partito Democratico Cristiano Sammarinese (PDCS).
La genesi della scissione parte ai primi di luglio del 2006, quando i vertici del Partito Democratico Cristiano Sammarinese (PDCS) impongono la nomina del nuovo Presidente del Gruppo Consiliare, formato da 21 Consiglieri. Questo fatto insieme alle tensioni sui risultati non esaltanti avuti (una perdita dell'8,53% rispetto alle elezioni del 2001), porta il 4 ottobre 2006 ad una formalizzazione di un gruppo interno critico e scissionista al Partito Democratico Cristiano Sammarinese (PDCS). Questo gruppo individua in alcuni punti focali il proprio dissenso:
(Manifesto Costitutivo del Movimento dei Democratici di Centro approvato il 26 marzo 2007)
Queste istanze vengono reputate non accolte ed il 26 marzo 2007 si consuma la scissione con la conseguente nascita, il 27 marzo 2007 del Movimento dei Democratici di Centro (DdC).
Il 27 novembre 2007, insieme al Partito dei Socialisti e dei Democratici (PSD), Alleanza Popolare (AP) e Sinistra Unita (SU) forma un nuovo governo di maggioranza.
Il 4 marzo 2011 il partito si è fuso con gli Europopolari per San Marino, formando l'Unione per la Repubblica.

## Valori
I valori a cui si ispira il Movimento dei Democratici di Centro (DdC) sono i seguenti:
(Manifesto Costitutivo del Movimento dei Democratici di Centro approvato il 26 marzo 2007)

## Movimenti giovanili
Il Movimento dei Democratici di Centro (DdC) ha un suo Movimento Giovanile, [Gruppo Giovani], il cui responsabile è Valentina Latino (GG).

## Riunioni del partito

### Congressi
- 1° Assemblea dei Democratici di Centro - 31 luglio 2007
- 2° Assemblea dei Democratici di Centro - 28 agosto 2007
- 1° Conferenza Politica "Una nuova Primavera per la Politica" - 18 aprile 2009
- 1° Conferenza Organizzativa dei Democratici di Centro "Difendere il Paese"- 17 aprile 2010

## Vertici del partito

### Presidenti
- Orazio Mazza dal 27 marzo 2007 Riconfermato nell'Aprile 2009
- Pier Marino Mularoni dal 18 aprile 2010

### Coordinatori
- Giovanni Lonfernini dal 27 marzo 2007 Riconfermato nell'Aprile 2009
- Marco Podeschi dal 18 aprile 2010

### Altri organi del partito
- Assemblea degli aderenti
- Gruppo di coordinamento
- Gruppo Giovani

### Eletti a cariche istituzionali
- Segretario di Stato per il Lavoro e le Politiche Giovanili: Pier Marino Mularoni dal 27 novembre 2007
- Capitano Reggente: Rosa Zafferani dal 1º aprile al 1º ottobre 2008

## Simbolo
Il [http://www.democraticidicentro.sm/dem_cen/templates/mittwoch/images/header_01.jpg simbolo] del Movimento dei Democratici di Centro (DdC) è costituito da uno scudetto bianco bordato d'azzurro con il profilo in blu del Monte Titano sovrastato dalla parola Libertas, il tutto racchiuso da un bordo azzurro con la scritta Democratici di Centro.